# Phiala nigrovenata
Phiala nigrovenata är en fjärilsart som beskrevs av George Thomas Bethune-Baker. Phiala nigrovenata ingår i släktet Phiala och familjen Eupterotidae. Inga underarter finns listade i Catalogue of Life.